# Pendimethalin
Pendimethalin (ISO-naam) is een herbicide, behorende tot de klasse der dinitroanilines, dat gebruikt wordt bij de teelt van fruit, groenten, graangewassen, aardappelen, tabak en sierplanten. Het is een selectief herbicide, dat vóór opkomst op naakte of weinig begroeide bodem wordt verspoten tegen eenjarige, tweezaadlobbige onkruiden. Het wordt opgenomen door de wortels en bladeren en verhindert de celdeling en mitose. De getroffen planten sterven af kort na kieming of na het uitkomen.
Pendimethalin werd op de markt gebracht door American Cyanamid Co., en later overgenomen door BASF. Stomp is een merknaam van BASF. Er zijn nog andere leveranciers van producten met pendimethalin, vaak in combinatie met een ander herbicide.

## Regelgeving
De Europese Commissie heeft pendimethalin opgenomen in de lijst van toegelaten gewasbeschermingsmiddelen in toepassing van Richtlijn 91/414/EEG. De toelatingstermijn loopt tot 31 december 2013.

## Toxicologie en veiligheid
Pendimethalin is een weinig toxische stof voor zoogdieren, maar het is wel een milieugevaarlijke stof. De combinatie van een hoge bioconcentratiefactor (> 5000) en een hoge toxiciteit voor vissen (lage no-observed-effect-concentration van 0,006 mg/L over 21 dagen), gekoppeld aan het feit dat het in water stabiel is voor hydrolyse en slechts langzaam afbreekt door fotolyse, maakt van pendimethalin een potentiële PBT-stof (persistent, bioaccumulerend en toxisch). Bij het gebruik moet ervoor gezorgd worden dat de stof niet in het oppervlaktewater terechtkomt.